# پزشکی کل‌نگر
طب کل‌نگر یک مفهوم در حرفه پزشکی است که در آن تمام جنبه‌های نیازهای مردم از جمله نیازهای روانی، جسمی و اجتماعی باید در نظر گرفته شود و به عنوان یک کل دیده شود. همانطور که در بالا تعریف شده، این نگاه جامع در علم پزشکی به طور گسترده‌ای پذیرفته شده است. تعریف‌های مختلف طب کل نگر، ادعا می‌کنند که بیماری، در نتیجهٔ عدم تعادل فیزیکی، احساسی، معنوی، اجتماعی و زیست محیطی در بدن ایجاد می‌شود.

## طب کل نگر
در طب کل نگر، باور بر این است که جنبه روحی بیمار نیز باید در پزشکی مورد توجه قرار گیرد.

## توصیه های های طب کل نگر
- رژیم غذایی طبیعی و داروهای گیاهی
- مکمل‌های تغذیه‌ای
- ورزش
- استراحت
- مشاوره‌های روحی روانی
- تفکر
- تمرینات تنفسی
- طب سوزنی
- هومیوپاتی
- ماساژ درمانی

## نکوهش ها
گذشته از اثرات شبه داروها، هیچ مطالعه منتشر شده علمی که اثبات کند پزشکی کل‌نگر در درمان هر بیماری شناخته شده است وجود ندارد. انجمن سرطان آمریکا توصیه می‌کند که اگر اصلاً پزشکی کل‌نگر بخواهد مورد استفاده قرار گیرد، باید فقط به همراه پزشکی رایج و نه به عنوان جایگزین استفاده شود.